# 龟头
龜頭（英語：glans penis）或阴茎头，是位於雄性陰莖遠端的突起結構，存在人類和大多數哺乳動物的雄性生殖系統中，是人類男性最敏感的性敏感帶和主要的性愉悅來源。不同哺乳类的龜頭外觀不尽相同，可以是光滑、帶刺、細長或分叉等不同樣貌 
；人类龟头则是尿道海绵体于阴茎前端的蕈状膨大部分，且男性尿道外口开口于其尖端，是尿液和精液的共同出口。此部位是女性陰蒂的同源組織。
男性若沒接受過包皮環切術或包皮背切術，一般情形下，其龜頭會被包皮完全包覆或是部份包覆。可以將包皮往後拉，露出完整的龜頭。在勃起時包皮也會往退。
龜頭密佈豐富的神經組織，因此龜頭是整個陰莖最敏感的地方之一，容易受到性刺激而達到男性高潮及射精。對於包皮過長的男性，要將包皮拉下才能夠見到龜頭。若包皮無法拉下現出龜頭稱為包莖，可能需要進行包皮環切術或包皮背切術。

## 名称
阴茎头的英文俗称为，来自拉丁文，原意是橡木果实橡子，因形状相似，而以之取名。
无独有偶，在汉语中，「龟头」这一称呼也是因形象而得名。龟头的字面意思就是龟类动物的头部，譬如乌龟将头部伸出时，颈部较长，肤皱，整体极像人类阴茎勃起。

## 作用
生理上，男性射精的瞬间龟头会变的极为敏感，此时便无法继续进行活塞往复运动（某些少数经过专门训练的男性为增强性交快感可以继续活塞往复运动）

## 清潔
阴茎头后端是「冠狀溝」，排尿後殘餘的尿液可能會在阴茎头與包皮間積留，讓尿液裡的物質沉澱，產生尿垢，环境适合細菌、真菌生长，故包皮過長者要經常清洗包皮内侧和阴茎头，保持生殖器清洁，避免誘發炎症等疾病。
包皮内側皮脂腺分泌物中含有溶菌成分，能夠抵擋有害細菌也有保護阴茎头的功能，如果清洗過於頻繁，也會導致發炎。

## 龜頭炎

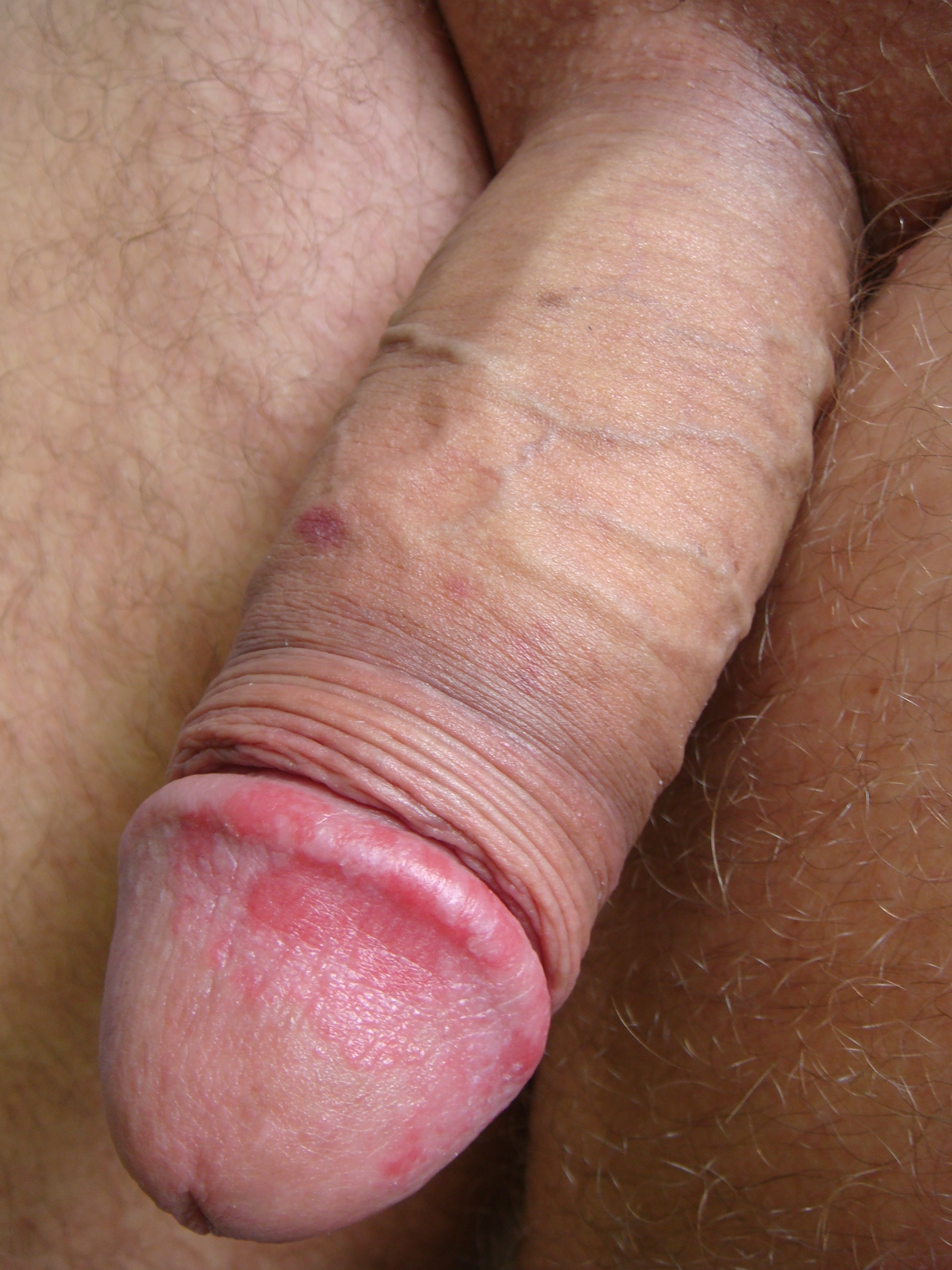
發炎的人类龜頭

由於阴茎头前端就是尿道，割過包皮的嬰兒，會導致龜頭前端的尿道口，不再受到包皮保護。因此當嬰兒穿著尿布的時，會有尿道發炎、潰爛以及尿道狹窄的風險。
阴茎的上皮組織是一種皮膚黏膜組織，在《Birley et al.》的報導中指出，使用過多的肥皂清洗阴茎头，可能會使覆蓋阴茎头的黏膜乾燥，造成非專一性的皮膚炎（non-specific dermatitis）；發炎的阴茎头一般稱為龜頭炎，一般男性的發生率爲3%-11%，而患有糖尿病的男性，發生率高達35%。
龜頭炎有許多發病的原因，包括了龜頭受到化學藥品刺激（例如肥皂），或是個人衛生習慣不佳，導致受到各種病原體的感染，需要仔細的查明發炎的原因，以及病人病史的協助，進行檢查、採樣、菌種培養、以及組織切片檢查，都是為了給予適當的治療，而不可或缺的。